# Benedetto Pamphili
Benedetto Pamphilj nebo Pamphili či pod pseudonymem Fenicio Larisseo (25. dubna 1653, Řím – 22. března 1730 tamtéž) byl římskokatolický duchovní a kardinál. Byl činný jako hudební skladatel a je také autorem 15 libret oratorií a kantát. Pocházel z italského šlechtického rodu Pamphiliů.
Kardinálem jej kreoval papež Innocenc XI.

## Životopis
Narodil se v Římě jako syn bývalého kardinála Camilla Pamphiljho a Olimpie Aldobrandiniové, prababičky papeže Innocence X. Obýval zděděný rodinný palác Doria-Pamphili
V mládí vstoupil do maltézského řádu sv. Jana a ve 25 letech jej papež jmenoval velkopřevorem tohoto řádu v Římě. Papež Innocenc XI. jej při konsistoři 1. září 1681 jmenoval kardinálním jáhnem, ovšem na kněze byl vysvěcen až o tři roky později, 24. prosince 1684. Od 22. března 1685 byl prefektem Tribunálu milosti.
Za pontifikátu Alexandra VIII. byl legátem v Boloni. V letech 1694–1699 byl arcipresbyterem baziliky Panny Marie Sněžné a od dubna 1699 arcipresbyterem baziliky sv. Jana Lateránského.
Zúčastnil se oslav jubilejního roku 1700 a v témže roce jako kardinál protodiákon (od 22. prosince 1693) korunoval papeže Klementa XI., v roce 1721 Innocence XIII. a v roce 1724 Benedikta XIII.
Od roku 1704 byl knihovníkem Vatikánské apoštolské knihovny a archivářem Vatikánského apoštolského archivu.

## Umělec a mecenáš umění
Byl sběratelem umění, hudebníkem a patronem umělců, zejména hudebníků. Napsal 15 libret pro skladby duchovního obsahu (oratoria a kantáty), nejznámější pro Alessandra Scarlattiho a Georga Friedricha Händela), také pro Carla Francesca Cesariniho, Alessandra Melaniho či Antonia Bononciniho. Pod pseudonymem Fenicio Larisseo vstoupil hned po založení roku 1690 do římské Akademie literárního umění Accademia dell'Arcadia. Ve svém paláci rozmnožil rodinnou sbírku obrazů, dosud samostatně fungující Galerii Doria-Pamphili. Plánoval přestavbu paláce Doria-Pamphili, která byla realizována až po jeho smrti v letech 1731-1736. Vybudoval Palác Pamphiliů v Albanu.
Zemřel roku 1730 během sedisvakance po smrti papeže Benedikta XIII. a byl pohřben v kostele Sant'Agnese in Agone v Římě.